# Shupenzë
Shupenzë è una frazione del comune di Bulqizë in Albania (prefettura di Dibër).
Fino alla riforma amministrativa del 2015 era comune autonomo, dopo la riforma è stato accorpato, insieme agli ex-comuni di Bulqizë, Gjoricë, Fushë Bulqizë, Ostren, Martanesh, Trebisht e Zerqan a costituire la municipalità di Bulqizë.

## Località
Il comune è formato dall'insieme delle seguenti località:
- Shupenze
- Vlashje
- Bocev
- Homesh
- Okshatine
- Kovashice
- Zogjaj
- Shtushaj
- Topojan
- Mazhice
- Gjoric
- Bllace